# Enicospilus fenestralis
Enicospilus fenestralis är en stekelart som först beskrevs av Szepligeti 1906.  Enicospilus fenestralis ingår i släktet Enicospilus och familjen brokparasitsteklar. Inga underarter finns listade i Catalogue of Life.